# Cerosora
Cerosora är ett släkte av kantbräkenväxter. Cerosora ingår i familjen Pteridaceae.
Kladogram enligt Catalogue of Life:
| Cerosora | \| \| Cerosora argentea \| \| \| \| \| \| Cerosora chrysosora \| \| \| \| \| \| Cerosora microphylla \| \| \| \| \| \| Cerosora sumatrana \| \| \| \| |
|          | \| \| Cerosora argentea \| \| \| \| \| \| Cerosora chrysosora \| \| \| \| \| \| Cerosora microphylla \| \| \| \| \| \| Cerosora sumatrana \| \| \| \| |
|          | Cerosora argentea |
|          | |
|          | Cerosora chrysosora |
|          | |
|          | Cerosora microphylla |
|          | |
|          | Cerosora sumatrana |
|          | |